# ماثيو بولوك
ماثيو بولوك (بالإنجليزية: Matthew Bullock)‏ (1 نوفمبر 1980 بستوك أون ترينت في المملكة المتحدة - ) هو لاعب كرة قدم بريطاني في مركز الوسط. لعب مع ستوك سيتي وماكليسفيلد تاون وليك تاون ‏.

## وصلات خارجية
- ماثيو بولوك على موقع Soccerbase.com (لاعب) (الإنجليزية)